# Avocettina infans
Avocettina infans är en fiskart som först beskrevs av Günther, 1878.  Avocettina infans ingår i släktet Avocettina och familjen skärfläcksålar. Inga underarter finns listade.

## Bildgalleri

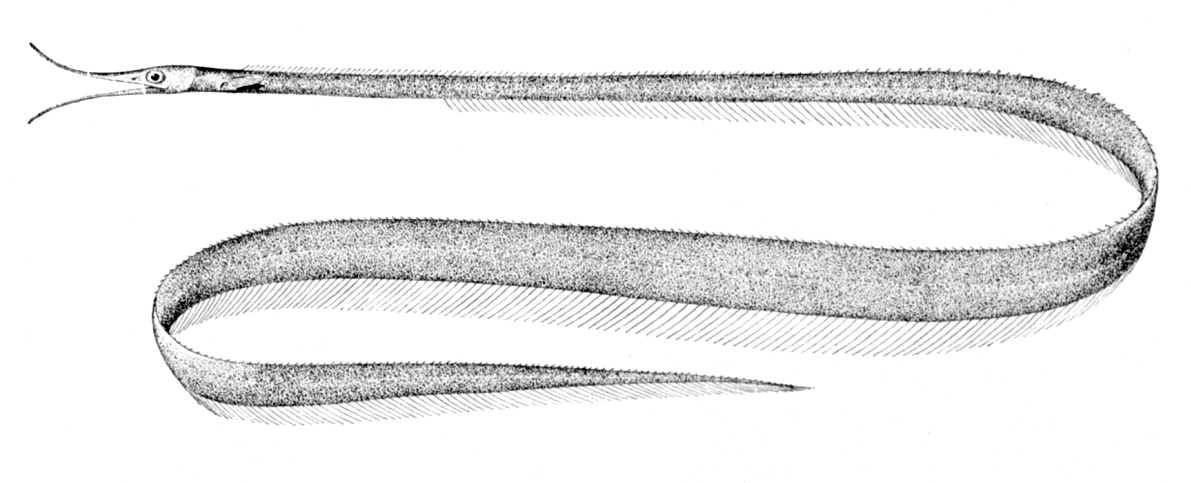
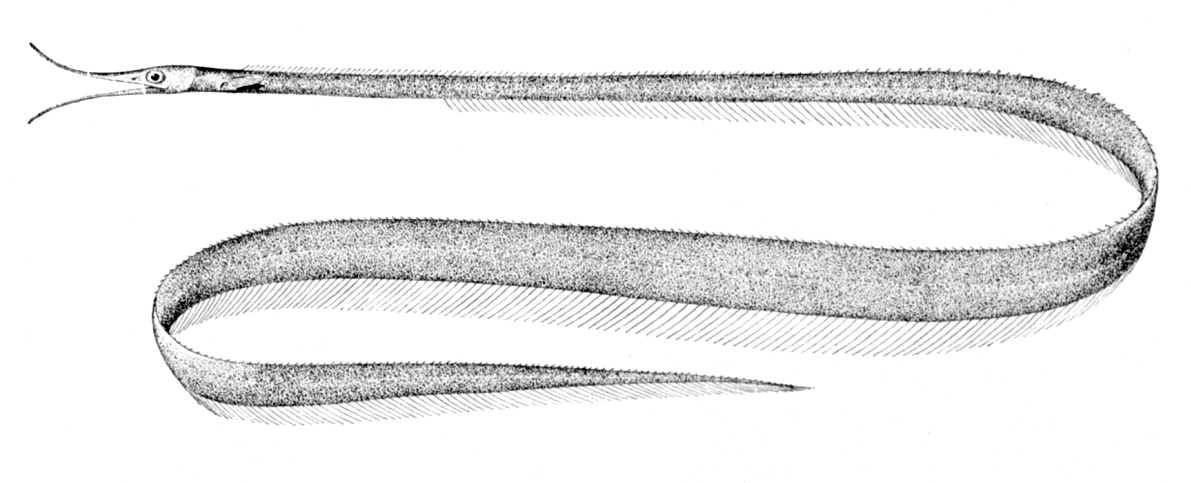
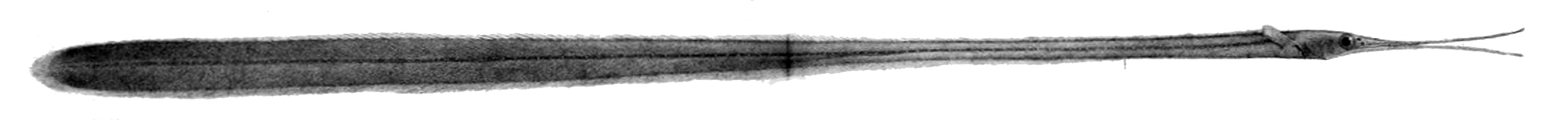
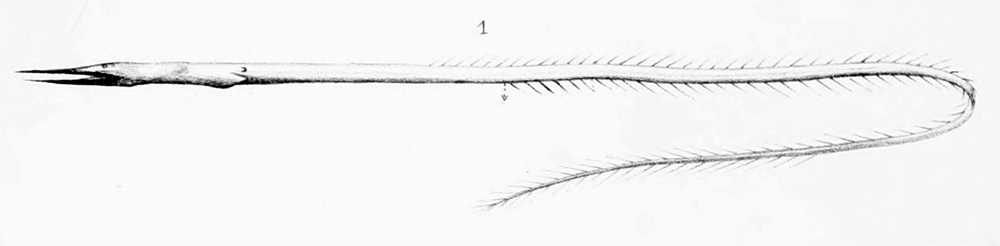
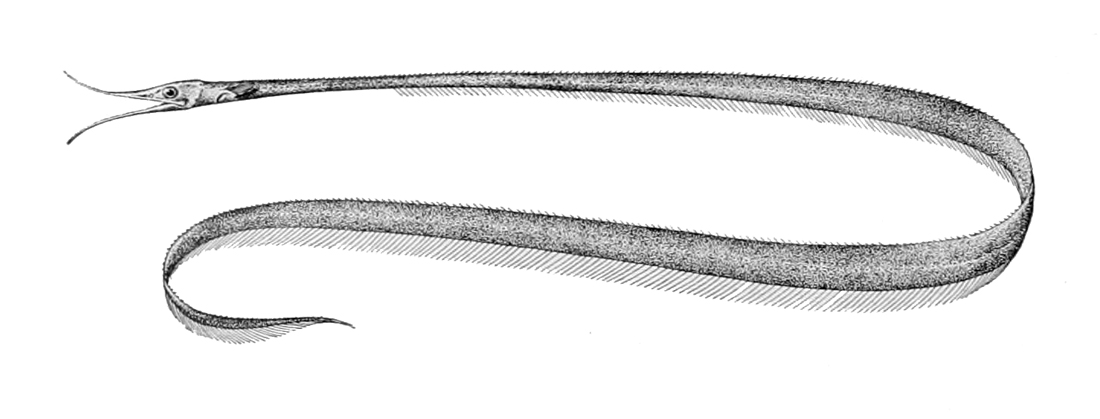